# 喬瓦尼·巴蒂斯塔·薩爾維·達·薩索費拉托
喬瓦尼·巴蒂斯塔·薩爾維·達·薩索費拉托（義大利語：Giovanni Battista Salvi da Sassoferrato；1609年8月25日—1685年8月8日）也被稱為喬瓦尼·巴蒂斯塔·薩爾維 （Giovanni Battista Salvi），是一位義大利巴洛克畫家，以對拉斐爾風格的仿古風格而聞名。按照他那個時代的慣例，人們通常只用他的出生地（薩索費拉托）來稱呼他，就跟達文西和卡拉瓦喬一樣。

## 生平

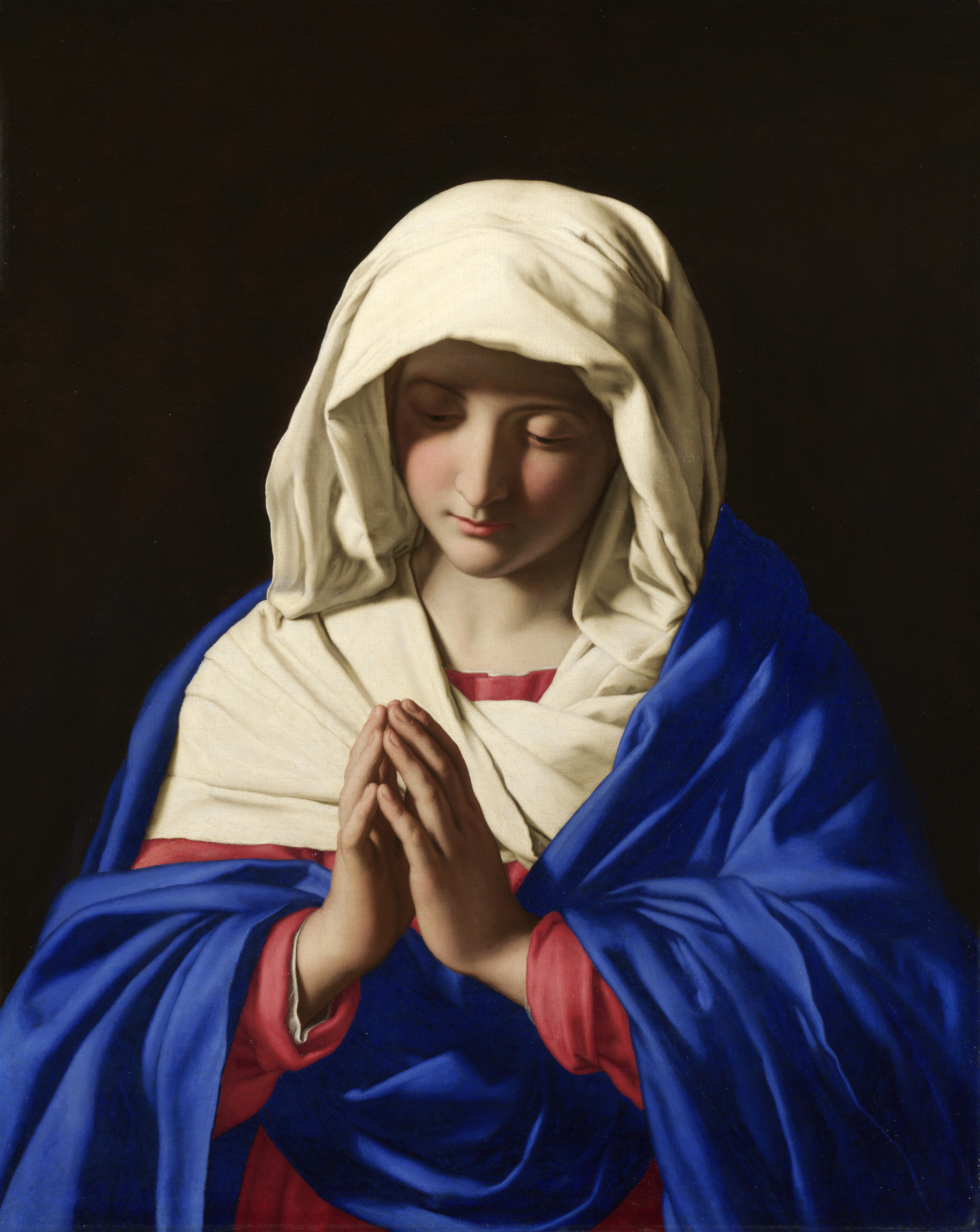
祈禱的聖母收藏於國家美術館

薩索費拉托在父親、畫家塔奎尼奧·薩爾維（Tarquinio Salvi）的指導下當學徒。在薩索費拉託的聖方濟各教堂中仍然可以看到塔基尼奧的作品留存。喬瓦尼的其餘訓練歷史沒有留下記錄，但據信他是在安尼巴萊·卡拉奇的學徒多梅尼基諾手下工作。另外兩位卡拉奇學生弗朗切斯科·阿爾巴尼和圭多·雷尼也影響了薩索費拉托。
在法蘭西斯·羅素看來，圭多·雷尼是薩索費拉託的導師，與多梅尼基諾一樣。他的畫作也顯示了阿尔布雷希特·丢勒、圭爾奇諾（Guercino），尤其是拉斐爾對他的影響。他似乎也受到了皮埃爾·米尼亞爾的影響，1630年代他可能在羅馬認識了皮埃爾·米尼亞爾。
薩索費拉託很少接受公共委託，像卡洛·多爾奇（Carlo Dolci）一樣，他似乎專注於為私人讚助人製作多份不同風格的宗教畫像，這是天主教會的反宗教改革所推動的需求。除了許多較小型的作品外，他的畫作還包括佩魯賈聖彼得羅本篤會修道院的一些畫作（1630年）和羅馬聖撒比納聖殿的宏偉祭壇畫，描繪了羅薩裡奧聖母（La Madonna del Rosario）（1643年）。
薩索費拉托於1685年去世。